# Zmiennopłat

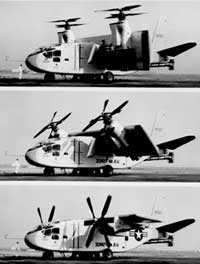
Sekwencja zmiany ustawienia płata wraz z silnikami w samolocie Hiller X-18

Zmiennopłat (również przemiennopłat, konwertoplan) – samolot, mający zdolność zmiany położenia skrzydeł wraz z silnikami względem kadłuba.

## Konstrukcja
Zmiennopłaty mają możliwość wykonywania pionowych startów i lądowań podobnie jak to czynią śmigłowce oraz lotów poziomych z prędkościami charakterystycznymi dla samolotów. Zmiennopłaty mogą również zawisać w powietrzu. Podczas startu i lądowania skrzydła wraz z jednostkami napędowymi usytuowane są prostopadle względem kadłuba. Podczas przechodzenia do lotu poziomego, skrzydła wraz z silnikami obracane są o 90°, równolegle do kadłuba. Zmiennopłaty są również korzystniejszym pod względem aerodynamicznym układem konstrukcyjnym w porównaniu do wirolotów, w których płaszczyzny nośne pozostają nieruchome, a swoje położenie względem kadłuba zmieniają silniki (tak jak to ma miejsce w samolocie V-22 Osprey). Podczas lotu pionowego, ustawione prostopadle względem kadłuba skrzydła mają zdecydowanie mniejszy opór aerodynamiczny niż ustawione poziomo skrzydła w wirolocie z obracającymi się silnikami. Ustawione pionowo skrzydła zmiennopłatów podczas lotu pionowego w warunkach startu i lądowania generują również dodatkową siłę nośną, ułatwiając wykonywanie obydwu manewrów. Do wad tego typu układu należy problem z kontrolą pozycji samolotu podczas lotu poziomego i zawisu z odchylonym do pionu skrzydłem, które mając dużą powierzchnię czołową, tworzą układ podatny na podmuchy wiatru. Sam układ konstrukcyjny jest na tyle skomplikowany, że do tej pory nie znalazł zastosowania w samolotach seryjnych.

## Historia
Pierwszą konstrukcją zmiennopłata był zbudowany w 1956 roku Vertol VZ-2. Pierwszy lot wykonano 15 sierpnia 1957 roku. W opracowaniu maszyny brał udział Polak, Wiesław Stępniewski. W lipcu 1958 roku konstrukcja zademonstrowała możliwość przejścia od zawisu do lotu poziomego i odwrotnie. Projekt podobnego statku powietrznego powstał również w Polsce w 1957 roku, w Śmigłowcowym Biurze Konstrukcyjnym kierowanym przez mgr. inż. Bronisława Żurakowskiego. Projekt PS-1/-2/-3 nie został jednak zrealizowany i prace zakończyły się na etapie rysunków technicznych. Do dziś nie wybudowano żadnego seryjnego zmiennopłata.